# Hoofdklasse schaken 1959/60
In het Hoofdklasse-seizoen 1959/60 werd gestreden door acht teams van schaakverenigingen in Nederland om het clubkampioenschap van Nederland. Het Vereenigd Amsterdamsch Schaakgenootschap werd voor de 19e keer in de historie clubkampioen.

## Competitieverloop
Het VAS werd met zes keer winst uit zeven wedstrijden de duidelijke kampioen van dit seizoen. In het team van VAS speelden: Theo van Scheltinga, Henrico Crabbendam, Franciscus Henneberke, Bink, Tan Hoan Liong, Jan Veerkamp, Nicolaas Cortlever en Willem Jan Wolthuis.
In de rest van de competitie was het krachtverschil minimaal. Het verschil tussen de nummer 2 (Philidor) en de nummer laatst (DD) was slechts 3 matchpunten. Tot de laatste ronde zeer spannend. Spangen en DD stonden bij het ingaan van de laatste ronde met 4 respectievelijk 3 punten onderin op een degradatieplaats. Spangen wist de laatste wedstrijd tegen de Amsterdamsch Schaakclub te winnen, en wist haar vege lijf hiermee te redden. DD wist de laatste wedstrijd tegen Staunton te winnen, maar dit was onvoldoende om van de laatste plek af te komen.

## Eindstand en kruistabel
| #  | Verein                        | MP | BP  | 1  | 2  | 3  | 4  | 5  | 6  | 7  | 8  |
| -- | ----------------------------- | -- | --- | -- | -- | -- | -- | -- | -- | -- | -- |
| 1. | VAS (K)                       | 12 | 48½ | -- | 6½ | 8  | 8½ | 8½ | 4½ | 6  | 6½ |
| 2. | Philidor Leeuwarden           | 8  | 35½ | 3½ | -- | 2½ | 7  | 5½ | 6½ | 4  | 6½ |
| 3. | Schaakvereniging Rotterdam    | 7  | 35½ | 2  | 7½ | -- | 4  | 4½ | 6½ | 5  | 6  |
| 4. | VVGA                          | 7  | 32½ | 1½ | 3  | 6  | -- | 3½ | 7½ | 6  | 5  |
| 5. | Amsterdamsche Schaakclub      | 6  | 32  | 1½ | 4½ | 5½ | 6½ | -- | 4½ | 5½ | 4  |
| 6. | Schaakvereniging Spangen (P)  | 6  | 29½ | 5½ | 3½ | 3½ | 2½ | 5½ | -- | 2½ | 6½ |
| 7. | Schaakgezelschap Staunton (P) | 5  | 35½ | 4  | 6  | 5  | 4  | 4½ | 7½ | -- | 4½ |
| 8. | Discendo Discimus             | 5  | 31½ | 3½ | 3½ | 4  | 5  | 6  | 3½ | 5½ | -- |

### Legenda
|     | Landskampioen                                |
|     | Degradant                                    |
| (K) | Kampioen in het seizoen 1958/59              |
| (P) | Gepromoveerd vanuit de Eerste Klasse 1958/59 |

Eerste klasse

1920/21 · 1921/22 · 1922/23 · 1923/24 · 1924/25 · 1925/26 · 1926/27 · 1927/28 · 1928/29 · 1929/30 · 1930/31 · 1931/32 · 1932/33 · 1933/34 · 1934/35 · 1935/36 · 1936/37 · 1937/38 · 1938/39 · 1939/40 · 1940/41 · 1941/42
Hoofdklasse

1942/43 · 1943/44 · 1944/45 · 1945/46 · 1946/47 · 1947/48 · 
1948/49 · 1949/50 · 1950/51 · 1951/52 · 1952/53 · 1953/54 · 1954/55 · 1955/56 · 1956/57 · 1957/58 · 1958/59 · 1959/60 · 1960/61 · 1961/62 · 1962/63 · 1963/64 · 1964/65 · 1965/66 · 1966/67 · 1967/68 · 1968/69 · 1969/70 · 1970/71 · 1971/72 · 1972/73 · 1973/74 · 1974/75 · 1975/76 · 1976/77 · 1977/78 · 1978/79 · 1979/80 · 1980/81 · 1981/82 · 1982/83 · 1983/84 · 1984/85 · 1985/86 · 1986/87 · 1987/88 · 1988/89 · 1990/91 · 1991/92 · 1992/93 · 1993/94 · 1994/95 · 1995/96
Meesterklasse

1996/97 · 1997/98 · 1998/99 · 1999/00 · 2000/01 · 2001/02 · 2002/03 · 2003/04 · 2004/05 · 2005/06 · 2006/07 · 2007/08 · 2008/09 · 2009/10 · 2010/11 · 2011/12 · 2012/13 · 2013/14 · 2014/15 · 2015/16 · 2016/17 · 2017/18· 2018/19 · 2019/20 · 2020/21 · 2021/22 · 2022/23 · 2023/24 · 2024/25